# Johan Torgeby
Johan Lennart Torgeby, född 25 maj 1974, är en svensk företagsledare som efterträdde Annika Falkengren som koncernchef och vd för den nordeuropeiska affärsbanken Skandinaviska Enskilda Banken AB (SEB) den 29 mars 2017. Han innehade tidigare delat chefskap för bankens avdelning Stora företag och finansiella institutioner. Innan han började arbeta på SEB 2009, hade Torgeby anställningar på Morgan Stanleys London-kontor och hos Swedbank Robur AB.
Han avlade en filosofie kandidat i nationalekonomi vid Lunds universitet.